# Pantalla (Todi)
Pantalla è una frazione del comune di Todi (PG). Con 1.196 residenti è il maggior centro del territorio comunale dopo la stessa cittadina di Todi. Sorge in Media Valle del Tevere, a circa 10 chilometri dal capoluogo.

## Storia
Fin dall’epoca romana la zona di Pantalla, come del resto tutta la pianura del Tevere, fu particolarmente sottoposta a coltivazione.
L’epoca della sua fondazione si fa risalire ai tempi di Augusto: dubbia assai l’etimologia del nome Pantalla, proposta sinora dai cronisti, secondo i quali esso deriverebbe da Pan dio delle selve, divinità particolarmente venerata dagli abitanti del luogo; più ovvio, invece, pensare al basso latino Pantanula, “luogo fangoso e paludoso” per le frequenti inondazioni del Tevere.
Secondo la tradizione v’era un tempio dedicato al dio Pan, poi distrutto e incendiato, insieme al sacro bosco che lo circondava da Sant’Amanzio, strepitoso guaritore d’infermi; in quella circostanza la gente di Pantalla avrebbe abbracciato la nuova fede, convertendosi alla dottrina di Cristo.
Nel medioevo il castello ebbe grande importanza per la posizione di confine tra il territorio di Todi e quello di Perugia.
Fu distrutto nel 1313 dalle armate perugine guidate dal capitano Monaldo Brancaleoni, ricostruito nel 1362, rinforzato nel 1462.
Nel 1503, vinta la fazione avversaria, vi entrava con fanti e cavalli, Biagino degli Atti, il quale ordinava l’impiccagione, sugli spalti della fortezza, di Paolo Astancolle e di due giovani della famiglia Chiaravalle: anche una gentildonna fu da lui fatta gettare, benché incinta, nelle acque del Tevere.
L’antica Chiesa di San Giovanni, collocata fuori le mura, fu demolita nel secolo XVIII; i materiali furono utilizzati per costruire la cappella di Sant’Amanzio, appena fuori dall’abitato.
La parrocchia, trasferita temporaneamente alla Madonna della Pace, ha poi trovato sede, alla fine degli anni ’30 del secolo scorso, nella nuova chiesa.
Nel luogo, già indicato da una colonna (oggi podere San Fortunato), sorgeva la piccola Chiesa di San Fortunato de Rogiano.
L’altra, pure scomparsa, detta di San Pietro de Rogiano, ricordava la predicazione di Amanzio (le cui ferventi parole sarebbero state ascoltate dagli stessi pesci del Tevere, affiorati in superficie): i documenti su tale chiesa, priorato di canonici regolari, risalgono al XIV secolo.

## Il Castello
Quello che oggi resta del vecchio castello, col palazzo baronale, occupa tutta la parte più alta del paese, mostra ancora elementi che ricordano l’antica funzione difensiva, caratterizzato da anguste vie e possenti torri.
Vi si accede attraverso due porte, la principale è sovrastata da un alto torrione, che funge anche da campanile, ove è posto un interessante orologio a sei ore.
Sulla porta è posta l’aquila di Todi.
Ai piedi del castello si è sviluppato il quartiere residenziale del Borghetto, ancora più in basso il nuovo abitato, che a vissuto una notevole espansione negli ultimi decenni.
La nuova Chiesa di San Giovanni risale agli anni ’30 del secolo scorso, sorge appena fuori le mura con un’ampia piazza antistante, pavimentata con cubetti di porfido e ricorsi in travertino.
Il prospetto principale, tripartito verticalmente da quattro paraste e coronato da archetti pensili, si presenta murato in blocchi di pietra calcarea a vista, con modanature e cornici stilizzate in lastre di travertino.
Il portale ligneo è affiancato da due strette monofore.
La torre campanaria, la parte bassa in pietra e la porzione superiore in mattoni laterizi, è collocata sul fianco destro della piazza antistante, parte integrante del tessuto edilizio del castello.
L’interno,è a tre navate, intonacato e tinteggiato, la navata centrale voltata a botte, sorretta da sottarchi, e quelle laterali, molto strette, coperte in piano.
Il presbiterio, rialzato di tre gradini, si conclude in un’abside poligonale a cinque spicchi, con presidenza lignea, coperta a catino; lignea è anche la bussola d’ingresso.

## La Leggenda
Una volta il letto del Tevere scorreva ai piedi della collina di Pantalla, cioè vicino all’attuale immagine di Sant’Amanzio. 
Un’antica leggenda racconta che Sant’Amanzio, mentre si stava recando a Todi, si fermò presso questo luogo paludoso per predicare alle genti pagane del posto e convincerle in tal modo a convertirsi al cristianesimo, ma nessuno lo ascoltava. Solo i pesci misero la testa fuori dall'acqua e rimasero ad ascoltare le parole del santo. Coloro che ascoltavano, vedendo questo prodigio, si convertirono al cristianesimo ed abbandonarono la religione pagana.